# کن میچیکی
کن میچیکی (ژاپنی: 路木 健؛ زادهٔ ۱۶ اکتبر ۱۹۷۲) یک بازیکن فوتبال اهل ژاپن است.
از باشگاه‌هایی که در آن بازی کرده‌است می‌توان به باشگاه فوتبال سانفریس هیروشیما و باشگاه فوتبال کیوتو سانگا اشاره کرد.